# 薩爾滸城
萨尔浒城（穆麟德轉寫：Sarhū），是指后金政权在今辽宁省抚顺市市区东郊萨尔浒山（今抚顺市市中心七十里）北半部修建的城池。满语“萨尔浒”汉译为“木橱”。2019年10月，以萨尔浒城遗址之名列为第八批全国重点文物保护单位。

## 概述
1583年努尔哈赤起兵逐步将各部落吞并，不断的扩大自己的地盘和势力，并于1584年夺取了萨尔浒寨。1619年8月，继界藩城竣工后，开始兴建萨尔浒城。萨尔浒城城墙周长4200米，面积约1000000平方米，因1958年大伙房水库建成后，引起水位上升，萨尔浒山遂变成了三面临水的半岛，萨尔浒城呈不规则的椭圆形，共有东西两城，东为外城，西为内城，东城有4个城门，1个便门，门址大多选择在狭窄的山沟口上，北、东、南有三条护城壕，割断山脊，形成四面封闭的山城。内城位于山城西部最高处，有南、北两门。城内分布有6处房址，多为半地穴式。萨尔浒城于1620年增建，同年10月，努尔哈赤由界藩城迁来，到第二年3月，占领辽阳后，又迁都辽阳城。后金政权在萨尔浒留驻仅半年。